# Stanley Matthews
Sir Stanley Matthews, CBE (* 1. Februar 1915 in Hanley, Staffordshire; † 23. Februar 2000 in Newcastle-under-Lyme) war ein englischer Fußballspieler. Matthews gilt noch heute als einer der besten englischen Spieler überhaupt. Als erster Fußballer erhielt der Rechtsaußen 1956 den Ballon d’Or als „Europas Fußballer des Jahres“. Der Preis wurde von der französischen Zeitung France Football verliehen und es standen nur Europäer zur Wahl. Matthews war nicht nur fußballerisch herausragend – er prägte das Bild des Rechtsaußen und erfand den Matthews-Trick (links antäuschen, rechts vorbeigehen) – sondern galt auch als vorbildlicher Sportsmann. Den goldenen Ball gewann er im Alter von 41 Jahren. Damit ist er bis heute der älteste Preisträger. Als „lebende Legende“ gefeiert, war er 35 Jahre lang als Fußballer aktiv, ehe er im Alter von 50 Jahren sein letztes Pflichtspiel bestritt. Damit ist er nach Kazuyoshi Miura der zweitälteste jemals aktive Profispieler in der Fußballgeschichte.

## Jugend
Stanley Matthews wurde am 1. Februar 1915 in Hanley, einem Stadtteil der mittelenglischen Industriestadt Stoke-on-Trent, geboren. Er war der dritte von vier Söhnen des Barbiers und Amateurboxers Jack Matthews, der als The Fighting Barber of Hanley lokale Bekanntheit erlangt hatte. Die Familie bewohnte ein Reihenhaus und „Stan“ wuchs in geordneten Verhältnissen auf. Als Kind war er Straßenfußballer und besuchte mit seinem sportbegeisterten Vater die Heimspiele von Stoke City im Victoria Ground. Jack Matthews wünschte sich, dass sein Sohn ebenfalls Boxer werden würde, doch mit 13 Jahren entschied dieser sich für Fußball. Kurz darauf wurde Matthews für die englische Schülerauswahl nominiert und spielte vor 20.000 Zuschauern im Dean Court von Bournemouth gegen die walisische Auswahl.

## Karriere

### Stoke City

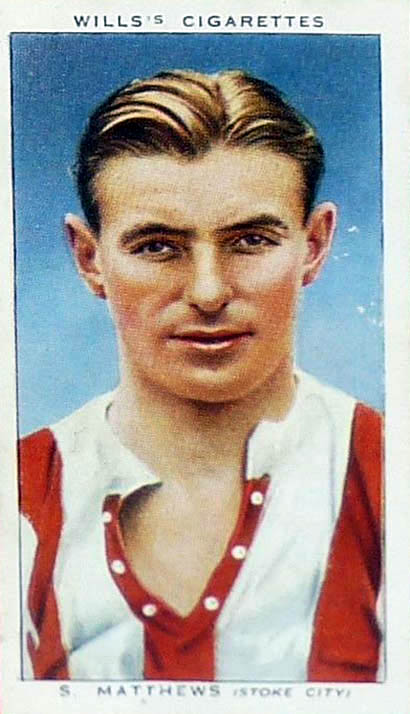
Stanley Matthews auf einer Sammelkarte (1939)

Matthews galt als großes Talent, weshalb er das Interesse verschiedener Fußballklubs der Region auf sich gezogen hatte. An seinem 15. Geburtstag schloss er sich dem Zweitligisten Stoke City an, einem der ältesten Vereine Englands. Sein Wochenlohn betrug zunächst einen Pfund Sterling. Trainer Tom Mather setzte den Nachwuchsspieler 1930/31 in der Reservemannschaft ein, bevor Matthews an seinem 17. Geburtstag einen Profivertrag mit dem erlaubten Höchstlohn von fünf Pfund pro Woche unterzeichnete. Damit wurde Matthews zum jüngsten Profispieler des Landes. Matthews rückte in den Profikader der Potters auf und debütierte am 19. März 1932 beim 1:0-Sieg über den FC Bury in der Second Division. In der folgenden Saison 1932/33 brachte es Matthews auf 15 Ligaspiele und Stoke City gelang der Aufstieg in die First Division. Ausgerechnet im Derby gegen den Lokalrivalen Port Vale (3:1-Sieg) am 4. März 1933 gelang ihm sein erstes Tor.
Durch seine beständige Leistung half Matthews der Mannschaft, sich in der höchsten Spielklasse zu etablieren. Er schoss in den ersten drei Spielzeiten 31 Ligatore und verkörperte dank seiner Grundschnelligkeit, der Flügelläufe und präzisen Flanken einen modernen, athletischen Typus des klassischen Flügelstürmers. Matthews spielte physisch unaufwendig; seine Ballbeherrschung ermöglichte es ihm, schnelle Täuschungsmanöver und Finten auszuführen. Berühmt wurde der Stan-Matthews-Trick (links antäuschen, rechts vorbeigehen und umgekehrt), den er in extremer Geschwindigkeit ausführte und den Ball so eng am Fuß führte, dass es kaum möglich war, ihm diesen mit erlaubten Mitteln abzunehmen. Bald nannte man ihn The Wizard Of The Dribble oder schlicht The Magician. Da er mit Stoke jedoch nicht um die englische Meisterschaft spielte, sondern lediglich im Mittelfeld der Liga landete (die große Ausnahme blieb ein vierter Platz 1936, bis heute die beste Platzierung des Vereins in der ersten Liga), strebte er 1938 einen Vereinswechsel an. Von dieser Absicht überrascht, veranstalteten mehr als 3.000 Fans einen öffentlichen Protest in der Kings Hall, um ihren Star zum Bleiben zu überreden; weitere 1.000 Fans marschierten mit Plakaten zum Victoria Ground, um Matthews umzustimmen. Dieser war von der Anteilnahme überwältigt und verlängerte seinen Vertrag in Stoke.
1940 unterbrach der Zweite Weltkrieg die Karriere von Matthews, der zum Kriegsdienst eingezogen wurde. Er diente in der Royal Air Force in der Nähe von Blackpool. Der Krieg brachte ihn wohl um einige seiner besten Jahre, in denen er lediglich für verschiedene Vereine in regionalen Spielrunden aktiv war (u. a. Manchester United, Crewe Alexandra), da kein regulärer Ligabetrieb stattfand.

### FC Blackpool
Als Matthews nach Kriegsende 1947 mit 32 Jahren bei Stoke als „alter Mann“ auf die Reservebank abgeschoben werden sollte, schloss er sich für eine Ablösesumme von 11.500 £ dem FC Blackpool an. Blackpool-Trainer Joe Smith setzte auf Matthews und nach einer starken Debütsaison stand er 1948 mit seinem neuen Verein im FA-Cup-Finale, das Blackpool jedoch verlor. Im selben Jahr erhielt er die Auszeichnung als „Englands Fußballer des Jahres“ und war damit der erste Spieler, dem diese Auszeichnung zuerkannt wurde.
Blackpool lebte vom starken Zusammenspiel zwischen Rechtsaußen Matthews und Mittelstürmer Stan Mortensen, weshalb die Mannschaft am Ende der Saison 1950/51 auf Platz 3 der First Division landete und erneut im FA-Cup-Finale von Wembley stand, das aber erneut verloren wurde.
1953 stand er mit seiner Mannschaft zum dritten Mal im Finale des FA Cups, das sich zu einer denkwürdigen Partie entwickelte. Matthews entschied das Spiel, obwohl die Bolton Wanderers 20 Minuten vor Schluss noch mit 3:1 führten. Das entscheidende Tor zum 4:3-Sieg fiel in der Schlussminute nach der dritten Torvorlage von Matthews. Der 38-Jährige avancierte damit zur lebenden Legende und das Endspiel erhielt den Beinamen „Matthews-Finale“, obwohl Stürmer Mortensen drei Tore schoss.
1955/56 verpasste Blackpool die Meisterschaft und wurde Zweiter hinter Manchester United. Im gleichen Jahr erhielt Matthews als erster Fußballer den neu geschaffenen Ballon d’Or als „Europas Fußballer des Jahres“. Zum Jahresbeginn 1957 wurde er von Königin Elisabeth II. zum Commander des Order of the British Empire ernannt.

### Stoke City
Während 1961 viele mit Matthews Abschied vom aktiven Fußball rechneten, kehrte der 46-jährige zu seinem Heimatverein Stoke City zurück, der einen ungeahnten Aufschwung erlebte: Der Zuschauerschnitt stieg von 8.000 auf über 20.000 pro Spiel, zwei stillgelegte Eisenbahnlinien mussten wieder in Betrieb genommen werden, um den Andrang zu bewältigen. Trotz seines hohen Alters übte die Rückennummer 7 (Matthews Nummer) fußballerisch einen hohen Einfluss auf die Mannschaft aus. In nur zwei Jahren führte er sein Team vom Tabellenende der Second Division wieder in die erste Liga. In Anerkennung seiner Leistungen wurde er 1963 zum zweiten Mal zu „Englands Fußballer des Jahres“ gekürt. Er blieb den Potters bis zu seinem Karriereende treu. Nach einer fast zwölfmonatigen Verletzungspause bestritt er am 6. Februar 1965 (kurz nach seinem 50. Geburtstag) gegen den FC Fulham sein letztes Pflichtspiel und bereitete den Ausgleichstreffer vor. Für mehr als 50 Jahre blieb Matthews damit der älteste aktive Fußballprofi der Geschichte, erst Anfang März 2017 überholte ihn der Japaner Kazuyoshi Miura.
Im April 1965 bestritt Matthews vor 35.000 Zuschauern im Victoria Ground von Stoke sein Abschiedsspiel gegen eine FIFA-Auswahl, an dem unter anderem Lew Jaschin, Ferenc Puskás und Alfredo Di Stéfano teilnahmen. Nach dem Schlusspfiff wurde Matthews auf Schultern vom Platz getragen. Noch im selben Jahr wurde er als erster Fußballer überhaupt wegen seiner Verdienste um den Sport geadelt und von Königin Elisabeth II. zum Ritter (Sir) geschlagen. Der Duke of Edinburgh bedachte ihn anlässlich dieser Ehrung mit dem Satz: „Stan, Sie sind eine Legende.“ Seine große körperliche Fitness rührte auch daher, dass er jeden Tag am Strand laufen ging und auch sonst sehr genau auf seine Gesundheit achtete. So soll er nach der aktiven Laufbahn gesagt haben, dass er noch länger hätte spielen können.
Von seinen Gegenspielern wurde Matthews geachtet und ihm wurde großer Respekt gezollt, denn der faire Sportsmann wurde während seiner gesamten Karriere nie vom Platz gestellt oder verwarnt.

### Nationalmannschaft
Am 28. September 1934 debütierte Stan im Alter von 19 Jahren für die englische Fußballnationalmannschaft, womit er der erste Auswahlspieler von Stoke seit 30 Jahren war. Beim 4:0-Sieg über Wales gelang ihm ein Treffer. Einige Wochen später gehörte Matthews der Mannschaft an, die in der bekannten „Schlacht von Highbury“ den amtierenden Weltmeister Italien mit 3:2 besiegte. Später erinnerte er sich an dieses Spiel als eines der brutalsten, an dem er je teilgenommen habe. 1937 gelang ihm im Spiel gegen die Tschechoslowakei ein Hattrick (5:4-Sieg für England). Er war nun auch bei den „Three Lions“ ein Star und Publikumsliebling in fast allen Stadien Englands.
Nach dem Zweiten Weltkrieg verzichtete Nationalcoach Walter Winterbottom 1946/47 darauf, Matthews zu nominieren, und setzte stattdessen auf Tom Finney als Rechtsaußen. Doch 1948 kehrte Matthews zurück ins Team und bereitete bei seiner Rückkehr alle Tore beim 5:2 gegen Belgien vor.
1950 nahm England zum ersten Mal an einer WM teil und Matthews war mit 35 Jahren der älteste Spieler im Kader. Im ersten Gruppenspiel wurde Chile standesgemäß mit 2:0 besiegt, Matthews selbst spielte nicht. Im zweiten Spiel gegen den Underdog USA wollte Trainer Winterbottom seinen Star schonen und ließ ihn auf der Bank, doch England verlor sensationell mit 0:1. Im dritten Gruppenspiel gegen Spanien konnte Matthews die 0:2-Niederlage nicht abwenden. England musste nach der Vorrunde bereits die Heimreise antreten. Doch auch in den folgenden Jahren hatte die Mannschaft international Probleme und wurde 1953 durch die Goldene Elf aus Ungarn mit 3:6 im Wembley-Stadion gedemütigt (Englands erste Heimniederlage gegen eine Mannschaft vom europäischen Festland).
Im Alter von 39 Jahren reiste Matthews 1954 zu seinem zweiten WM-Turnier in die Schweiz. Als England im ersten Gruppenspiel gegen Belgien erhebliche Probleme hatte, beorderte Winterbottom seinen Star vom rechten Flügel weiter in die Mitte. Diese Umstellung brachte den gewünschten Erfolg und das Spiel endete noch 4:4. England wurde zwar Gruppensieger, scheiterte aber in der Zwischenrunde mit 2:4 an Titelverteidiger Uruguay. Am 15. Mai 1957 bestritt Matthews mit 42 Jahren sein letztes Länderspiel gegen Dänemark und beendete seine 23-jährige Karriere in der Nationalmannschaft. Damit ist er bis heute der älteste jemals aktive englische Nationalspieler. Insgesamt absolvierte er 54 Länderspiele (11 Tore) und während des Krieges 29 inoffizielle Spiele (2 Tore).

## Nach dem Fußball
Im Juli 1965 wurde er Manager bei Stokes Rivalen Port Vale. Doch finanzielle Probleme und damit verbundener sportlicher Misserfolg führten 1968 wieder zu seinem Abschied. 1970 wechselte er als Trainer zum maltesischen Verein Hibernians Paola. Dort schnürte er noch mit 55 Jahren die Schuhe, um mitzuspielen. In den 1970er Jahren nahm er oft an Charity- und Freundschaftsspielen in der gesamten Welt teil. 1992 wurde Matthews mit dem Gold-Orden der FIFA geehrt.
Stanley Matthews starb am 23. Februar 2000 im Alter von 85 Jahren, kurz nach seinem Geburtstag. Am Tag seiner Beerdigung (3. März 2000) säumten ca. 100.000 Menschen die Straßen von Stoke, als seine Urne zum Britannia Stadium gebracht wurde. An der folgenden Trauerfeier nahmen berühmte Fußballer wie Gordon Banks, Nat Lofthouse, Bobby und Jack Charlton und Tom Finney teil und erwiesen ihm die letzte Ehre. Er erhielt einen Platz in der English Football Hall of Fame. Vor dem Britannia Stadium steht heute eine Statue von Sir Stanley Matthews, zudem ruht dort seine Asche unter dem Spielfeld.

## Trivia
Der deutsche Fußballspieler Reinhard Libuda trug den Spitznamen Stan, da seine Ballbeherrschung und Dribbelkunst an Matthews erinnerte.